# Command Ridge
Command Ridge (naur. Janor) – najwyższe wzniesienie Nauru.

## Geografia
Command Ridge znajduje się w południowo-zachodniej części wyspy, na skraju płaskowyżu, w dystrykcie Aiwo. Ze szczytu widoczny jest staw Buada Lagoon. Jak pozostała część płaskowyżu Command Ridge składa się z wapienia rafowego i koralowego, między którymi znajdują się fosforany. Niewykorzystywanie tych minerałów pozwoliło na wytworzenie się niewielkiego lasu tropikalnego na szczycie.
Tor kolejowy zapewnia dostęp do szczytu ze wschodu i południa. Na południowy zachód od szczytu znajduje się centrum obróbki fosforytów należące do Republic of Nauru Phosphate Corporation.

## Historia
W 1942 roku wyspa została zdobyta przez Japończyków. Na Command Ridge zamieścili karabiny przeciwlotnicze 12,7mm oraz utworzyli sieć bunkrów, gdzie znajdowała się ich kwatera. Szczątki z dwóch tych karabinów oraz bunkry są nadal widoczne. Zdaniem dyrektora Muzeum Historii Nauru obiekty z czasów okupacji japońskiej na Command Ridge mają znaczenie turystyczne. W połowie lat 80. XX wieku drzewa z gatunku Calophyllum tacamahaca wycięto piłą łańcuchową, a znajdujące się tam ptaki złapano. W czasie instalacji wieży telekomunikacyjnej na szczycie planowano wyburzyć bunkier, jednak wieżę postawiono nieco dalej.